# ضغط الدم
ضغط الدم هو قوة دفع الدم على جدران الأوعية الدموية التي ينتقل خلالها لإمداد كافة أنسجة الجسم وأعضائه بالغذاء والأكسجين والماء والإنزيمات فيما يعرف بالدورة الدموية. تبدأ الدورة الدموية مع انقباض عضلة القلب ليدفع بقوة كل محتوياته من الدم، فتنتقل بدورها من القلب إلى الشريان الأبهر أضخم شرايين جسم الإنسان ومنه إلى بقية الشرايين، ثم ينبسط القلب ليسمح بامتلائه بكمية جديدة من الدم المعبأ بالأكسجين لينقبض من جديد دافعا بشحنة جديدة إلى الشريان الأبهر مرة أخرى، وهكذا دواليك. تبين الإحصاءات الطبية الأهمية الكبرى للحفاظ على ضغط الدم بحيث يكون في المتوسط 115/75 مليمتر زئبق، وأن زيادته عن هذا الحد تؤدي إلى إجهاد القلب والكلى، وقد يؤدي ارتفاعه إلى سكتة دماغية أو العقم المبكر عند الرجال.
يتميز الشريان الأبهر بالمرونة فعندما يندفع الدم القادم من القلب فيه يحدث ضغطا قويا على جدران الشريان تتسبب في تمدده جانبيا، وأثناء الانبساط القلبي يستعيد الشريان وضعه الطبيعي فيضغط على الدم الذي يحتويه متسببا في اندفاعه في بقية الشرايين، وبذلك يستمر الدم في الجريان في الشرايين أثناء الانبساط إلى جميع الأعضاء.
يسمى ضغط الدم أثناء انقباض القلب بالضغط الانقباضي Systolic Pressure وفي حالة الانبساط يسمى الضغط الانبساطي Diastolic Pressure، ودائما يكون الضغط الانقباضي أعلى في قيمته من الضغط الانبساطي، وعند قياس ضغط الدم تكتب القراءة على هيئة كسر على سبيل المثال 120/80 حيث قيمة الضغط الانقباضي هي العليا وقيمة الانبساطي هي السفلى. كما تسجل معظم أجهزة قياس ضغط الدم أيضا معدل النبض، أي معدل ضربات القلب في الدقيقة.

## قياس ضغط الدم
يقاس ضغط الدم بوحده تسمى مليمتر زئبق في حالة الاسترخاء (أي يكون الإنسان ساكنا مستريحا) فنجد أن القياس الطبيعي لضغط الدم الانقباضي للبالغ متوسط العمر يتراوح بين 90 و120 مليمتر زئبق أما الانبساطي فيتراوح بين 60 و80 ملم زئبق. أي أن المتوسط 120 ملم زئبق انقباضي و80 ملم زئبق انبساطي زئبق، وتقرأ 120/80 مليمتر زئبق، فيما يسميه العامة 120 فوق 80 أو 120 على 80 مليمتر زئبق. ولقياس ضغط الدم يستخدم الجهاز الإلكتروني في المنزل أو الجهاز اليدوي في عيادة الطبيب وهو يعرف بجهاز قياس الضغط الزئبقي وهو الأدق.

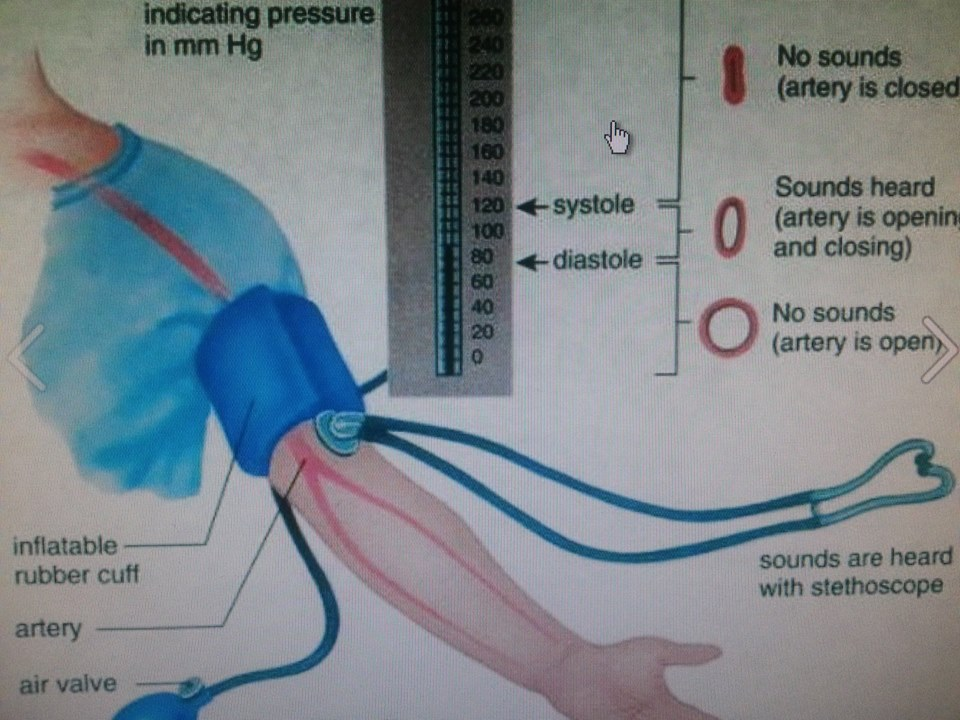
ضغط الدم.

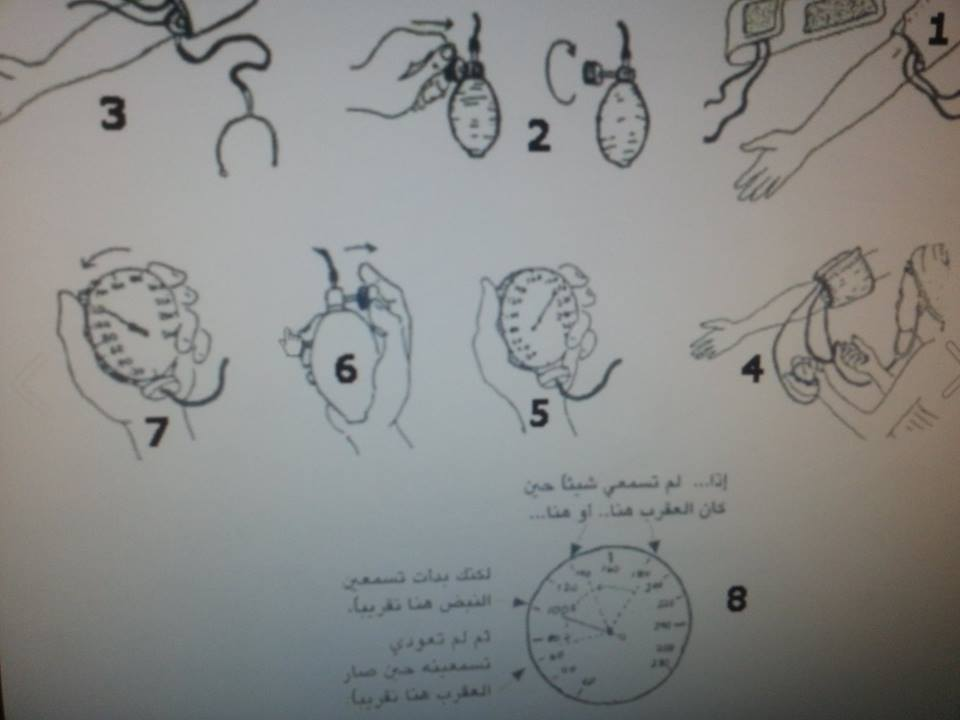
قياس ضغط الدم.

| عمود ضغط الدم                                | عمود الانقباضي | عمود الانبساطي |
| -------------------------------------------- | -------------- | -------------- |
| مستوى طبيعي                                  | أقل من 120     | أقل من 80      |
| مستوى ما قبل المرضي                          | 120-129        | أقل من 80      |
| المرحلة الأولى من فرط ضغط دموي (متوسط الشدة) | 130-139        | 80-89          |
| المرحلة الثانية من فرط ضغط دموي (شديد)       | أكثر من 140    | أكثر من 90     |

## أهمية متابعة ضغط الدم
تكمن أهمية متابعة في تلافي المضاعفات الناتجة عن أي خلل سواء بالزيادة أو النقصان في قياس ضغط الدم، حيث أنه عند ارتفاعه فذلك يعني أن القلب يواجه مقاومة كبيره ليضخ الدم إلى شرايين الجسم مما يتسبب على المدى الطويل في فشل القلب، والذي قد يؤدي بدوره إلى الوفاة. كما أن ضغط الدم العالي قد يؤدي أيضا إلى سكتة دماغية أو فشل كلوي، هذا إن لم يتم تدارك المرض في بدايته بالعقاقير الطبية المناسبة.
كما أن انخفاض ضغط الدم توحي بأن كمية الدم الواصلة إلى أعضاء الجسم لا تصل بالقدر الكافي أو السرعة الكافية مما يعني نقصان وصول الأكسجين والغذاء إلى أنسجة الجسم مما يضر بها متسببا في تدمير جزئي أو كلي خاصة المخ والذي يعد أول الأعضاء تأثرا بنقص الأكسجين، فيشعر الإنسان بدوخة أو بنوبات من الإرهاق والضعف العام، وقد يعقبها فقدان الفرد لوعيه. بصفة عامة يعتبر ضغط الدم المنخفض «مرضيا» إذا كانت له أعراض مثل الدوخة والضعف العام المستمر.

## ارتفاع ضغط الدم
حالة ما تجاوز ضغط الدم القيم الطبيعية يعرف بأنه ضغط مرتفع - البعض يطلق عليه فرط ضغط الدم - أما إن كان هذا الارتفاع في حدود القيم الطبيعية أي لم يتجاوز 140 ملم زئبقي فيعرف بأنه طبيعي مرتفع؛ إلا أن هذه الحالة تستدعي الانتباه لأنها قد تدل أن هذا الشخص معرض لارتفاع ضغط الدم في سنوات عمره القادمة.

### آلية ارتفاع ضغط الدم
يرتفع ضغط الدم عندما يضخ القلب الدم بقوة أكبر أو عندما تضيق الشرايين الرفيعة(الشريينات) مما يسبب زيادة المقاومة لشريان الدم فيها. ولكي تفهم كيف يمكن أن يؤثر ضيق الشريينات على ضغط الدم، تخيل أنك تضغط أنبوبة معجون أسنان، فإذا كانت فتحة الانبوب عادية الحجم، فسوف يكون كافيآ أن تمارس ضغطآ عاديآ على الأنبوبة حتى يخرج منها المعجون بسهولة وبقدر كبير، ولكن إذا كانت فتحة الانبوبة دقيقة في حجم ثقب الإبرة، فسوف تضطر إلى أن تضغط على الأنبوبة بقوة أكبر حتى تخرج المعجون إلى خارج الأنبوبة.
ويمكن أن يكون ضغط الدم المرتفع استجابة طبيعية من الجسم عندما يكون هناك احتياج زائد للدم و عناصره الغذائية، فعندما تمارس التمارين الرياضية التمارين الرياضية، مع الجري أو مزاولة نشاط رياضي أو حمل أثقال فإن معدل دقات القلب يزيد وينقبض قلبك بقوة أكبر، وعندما تصل ممارسة التمارين إلى قمتها يكون ضغط الدم قد وصل إلى أعلى مستوياته، ويتخفض ثانيا إلى المستوى الطبيعي بعد أنتهاء تلك المجهودات.
وجدير بالذكر أن المخ يحس بضغط الدم بصفة مستمرة وعندما يقرر مخك أن جسمك يحتاج إلى رفع أو خفض ضغط الدم، فإنه يرسل رسائل من خلال أعصاب الجهاز العصبي الذاتي الجهاز العصبي الذاتي، وهذه الرسائل تأمر العضلات التي في جدر الشريينات إما أن تنقبض وإما تسترخي، كما تأمر القلب إما أن يُبطيء من سرعته وإما أن يُسرع، وثمة ألدوستيرون هرمونات عديدة أيضآ تؤثر على ضغط الدم عن طريق التأثير على كمية الدم في الجسم والمقاومة التي تبديها الشريينات.
إن ضغط الدم الطبيعي يرتفع وينخفض أثناء اليوم مع تغير مستوى التوتر أو الإجهاد الجسماني، ولهذا السبب تجد الاطباء بصفة عامة يأخذون قراءات عديدة لضغط الدم ويحسبون منها القراءة المتوسطة للحصول على متوسط ضغط الدم.

### ارتفاع ضغط الدم عند رؤية المعطف الأبيض
بعض الاشخاص يصابون بقلق شديد في عيادة الطبيب أو المستشفى، ويرتفع ضغط الدم لديهم أثناء تلك الزيارة لأعلى من المستوى المعتاد بسبب خوفهم من المقابلة، ويسمي الاطباء هذه الظاهرة ارتفاع ضغط الدم عند رؤية المعطف (البالطو) الأبيض الذي يرتديه الاطباء وممارسو التمريض، وذلك بسبب القلق الناجم عن إحساس الشخص بوجوده في موقف طبي ما أو خوفه من ان يجد الطبيب لديه شيئا غير عاديا.
إن من الصعب تشخيص ومتابعة حالة ذلك الشخص الذي يعاني ذلك النوع من التوتر، وقد يطلب بعض الاطباء من الشخص الذي يبدو ضغط دمه عاليآ أثناء زيارته للعيادة أن يقيس ضغط دمه في المنزل بعد ذلك باستخدام جهاز منزلي.
ولا ينبغي أبدآ إتخاذ قرار بدء علاج ارتفاع ضغط الدم بناء على قراءة واحدة فقط لضغط الدم في عيادة الطبيب أو المستشفى (مالم يكن ضغط الدم عاليآ بدرجة خطيرة).
وكلمة Hypertension باللغة الإنجليزية قد تعني حرفيآ التوتر الزائد أو الضغط الزائد، وهذا لا يعني بالضرورة أن يكون المريض مصابآ بالتوتر الزائد بمعناه الحرفي، وصحيح أن ضغط الدم يميل إلى الارتفاع عند الشعور بالقلق وغيره من الانفعالات القوية، فإن كثيرا من الناس الذي يعانون من ارتفاع ضغط الدم لا يكونون متوترين بدرجة عالية.

### أسباب ارتفاع ضغط الدم
تجدر هنا الإشارة إلى أنه إن كان هناك سبب لارتفاع الضغط، فيعرف بأنه ارتفاع ضغط الدم الثانوي أي أن هناك مرض أولي نشأ عنه ارتفاع الضغط كإصابة المريض بسرطان الغدة الكظرية والذي يزيد من إفراز هرمون الأدرينالين (الإبينفرين) والذي يؤدي بدوره لارتفاع الضغط، أما إن كان السبب مجهول وهو الغالب فيعرف حينها بارتفاع ضغط الدم الأولي، وهذا يكون متعلقا غالبا بنوع الغذاء وزيادة الملح أو الشطة أو القرفة فيه.

#### ضغط الدم الأولي
إن الغالبية العظمى من حالات ارتفاع ضغط الدم (حوالي 95%) لا يكون لها سبب معروف، وهذه الحالة تسمى ارتفاع ضغط الدم الاولي أو ارتفاع ضغط الدم الاساسي.
وقد يبدأ ارتفاع ضغط الدم في أي سن، ولكنه عادة يبدأ في المرحلة المتوسطة من العمر، ولا زالت الابحاث جارية لإماطة اللثام عن اسباب ارتفاع ضغط الدم الأولي، على أمل أن تصل بنا المعلومات إلى علاج جديد أفضل لهذا المرض .
وقد يتنشر ارتفاع ضغط الدم الاولي في عائلات معينة، كما توجد اختلافات عرقية أيضآ، فمثلآ الأمريكيون من أصول أفريقية يميلون إلى الإصابة بارتفاع ضغط الدم عند سن مبكرة عن الأمريكيين البيض، كما يميل ارتفاع ضغط الدم لأن يكون أكثر شدة في الأمريكيين الأفارقة.

#### ارتفاع ضغط الدم الثانوي
باقي نسبة الـ 5% من حالات ارتفاع ضغط الدم تعزى إلى وجود حالة طبية مسببة، وهذا ما يسمى ارتفاع ضغط الدم الثانوي.
وإذا ما قرر الطبيب أنك مصاب فعلآ بحالة ارتفاع ضغط الدم، فإنه سوف يوجه إليك بعض الاسئلة، ويفحصك طبيآ ويجري اختبارات معملية لتحديد ما إذا كان لديك مرض آخر مسبب لارتفاع ضغط الدم.

## أسباب ارتفاع ضغط الدم الثانوي

### أمراض الكلى
تلعب الكلى دوراً خطيراً في التحكم في ضغط الدم، وكثير من الأمراض المختلفة التي تؤثر على الكلى يمكنها أن ترفع ضغط الدم، وهي تشمل مرض السكري و الالتهاب الكلوي وتضيّق الشرايين الرئيسية للكلى، ويمكن لارتفاع ضغط الدم نفسه أن يضر الكلى مما يجعل أرتفاع ضغط الدم أكثر سوءاً.

### العقاقير
إن أكثر العقاقير تسببآ في رفع ضغط الدم هي حبوب منع الحمل، والاستروجين وحبوب الهرمون الدرقي وعقاقير القشرة الكظرية والأمفيتامين
والكوكايين والنقط أو البخاخة المضادة للاحتقان الانفي، وأيضًا فإن الكافيين وتعاطي الكحوليات بكميات كبيرة يمكن ان يرفع ضغط الدم.

### فيوكروموسيتوما
هي حالة ورم نادرة تجعل الغدة الكظرية تنتج كميات زائدة من النورابينفرين وهرمونات أخرى مشابهة تؤدي إلى ارتفاع ضغط الدم.

### متلازمة كوشينج
هذه الحالة المرضية تؤدي إلى إفراز كميات زائدة من هرمونات القشرة الكظرية (الكورتيكوسترويد)، وهذه تنتج عادة من الغدة الكظرية،
وهي تؤدي إلى أرتفاع ضغط الدم.

### متلازمة كون
هذه الحالة تنتج وفرة من هرمون الرنين الذي يرفع ضغط الدم، وهي تتسبب عادة في توع آخر من ورم حميد (غير خبيث) في الغدة الكظرية.

### تضيق أو اختناق الشريان الاورطي
في هذه الحالة يحدث تضيق في الشريان الأورطي بعد مغادرته القلب بمسافة قصيرة، ويصبح محتملآ على القلب أن يضخ بقوة تؤدي إلى رفع ضغط الدم
حتى يمر من خلال الاختناق
من أسباب ارتفاع ضغط الدم :
- التقدم في السن.
- شرب المنبهات باستمرار كالقهوة والقرفة.
- المزاج العصبي الدائم.
- القلق خاصة وقت قياس الضغط فقلق الإنسان من اختبار قياس ضغط الدم يسهم حقيقة في ارتفاع الضغط.
- عدم انتظام وظائف الكلى
- التدخين
- تصلب الشرايين
- الإفراط في تناول الأملاح
- ورم الغدة الكظرية (الغدة فوق الكلية).
- ارتفاع ضغط الدم المصاحب لفترة الحمل

### أعراض ارتفاع ضغط الدم
- الصداع المزمن المستمر
- احمرار العين والأذن
- النزيف الأنفي

تجدر الإشارة أنه ليس كل الأعراض متلازمة «فقط» مع ارتفاع ضغط الدم فبعضها يحدث كنتيجة لعادات فسيولوجية طبيعية كالإرهاق مثلا والبعض الآخر ينتج عن بعض الأمراض كسيولة الدم.
من المستحسن قياس ضغط الدم بين الحين والآخر بالبيت، مثلا كل أسبوع، بواسطة أجهزة إلكترونية سهلة الاستعمال وزهيدة الثمن. علاوة على المنفعة الشخصية فسيستفيد من استخدام الجهاز أعضاء الأسرة الآخرين، فيعم النفع وكذلك يتعلم الأبناء أهمية ضغط الدم في المحافظة على سلامة أعضاء في الجسم مثل القلب والكلى والدماغ يختل عملها بارتفاع ضغط الدم .

### مضاعفات ارتفاع ضغط الدم
الاضرار التي يسببها ارتفاع ضغط الدم بالجسم
في حالة ما تم تجاهل ارتفاع ضغط الدم فإن حالة المريض تدخل في سلسلة من المضاعفات الخطيرة منها :

#### اضرار القلب
يؤدي ارتفاع ضغط الدم إلى أمراض القلب والأوعية الدموية بعدد من الطرق، فأولاً يجب على القلب أن يعمل جاهدآ وبقوة أكبر لأنه يضخ الدم ضد
ضغط يفوق الضغط الطبيعي، وتمامآ مثلما تتضخم عضلات ذراعك عندما ترفع الأثقال فإن الجدار العضلي للقلب خاصة البطين الايسر، يتضخم
ويزداد سمكآ بسبب الجهد البالغ لضخ الدم. وبعكس عضلات ذراعك، فإن عضلات القلب الأكثر سمكآ لا تكون بالضرورة أكثر قوة. وحقًا، فنظرًا لأن إمداد
القلب بالدم (عن طريق الشرايين التاجية) لا يزيد في الغالب بنفس الدرجة التي تتحقق لعضلات الذراع، فإن القلب قد يصبح بالفعل أكثر ضعفًا
بعد مرور سنوات من أرتفاع ضغط الدم . وفي النهاية فإن هذا يمكن أن يؤدي إلى حدوث هبوط القلب

#### التصلب العصيدي للشرايين
إن ارتفاع ضغط الدم هو أحد أسباب التلف الذي يصيب الجدر الداخلية للشرايين في باديء الأمر، والذي يؤدي فيما بعد إلى حدوث التصلب العصيدي، فضعط الدم المرتفع يسبب تشققات مجهرية في البطانة الداخلية للشرايين، وهذه التشققات تتيح تربة خصبة لتكون ترسبات دهنية عليها، وفي النهاية، فإن هذه الانسدادات تعوق قدرة الدم على حمل الاكسجين والعناصر الغذائية إلى العضلات التي تغذيها. وبهذه الطريقة، فإن ارتفاع ضغط الدم يفرض تهديدآ مزدوجآ للقلب . فأولًا، هو يزيد عبء الشغل المفروض على عضلة القلب مما يزيد احتياج عضلة القلب للأكسجين والعناصر الغذائية. وثانيًا، هو يقلل إمداد عضلة القلب بالأكسجين والعناصر الغذائية عن طريق زيادة التصلب العصيدي للشرايين التاجية. وهذان العاملان يؤديان معًا إلى زيادة قابلية حدوث نوبة القلب وهبوط القلب.

#### اضرار الكلى
ارتفاع ضغط الدم يزيد أيضًا التصلب في الشرايين التي تغذي أعضاء أخرى . فقد تحدث عواقب أخرى إذا حرمت تلك الأعضاء من الأكسجين والعناصر الغذائية التي تحتاجها. إن تضيق الشرايين التي تغذي الكليتين يمكن أن يسبب اضطرابًا في وظائف الكليتين. فحينما يقل توارد الدم إلى الكليتين، فإن الجسم يفرز هرمونا يسمى الرنين الذي يبدأ في إحداث سلسلة من التفاعلات الكيميائية التي تجعل الشريينات تزداد تصلبا؛ والنتيجة هي ضغط الدم المرتفع الذي يؤدي إلى تلف الكلى والذي يؤدي بالتالي إلى مزيد من ارتفاع ضغط الدم.

#### الانورسما
ثمة وسيلة يسبب بها أرتفاع ضغط الدم أضرارًا بالشرايين وهي عن طريق إضعاف جدر الوعاء الدموي وجعلها تتمدد. وهذا يمكن أن يؤدي إلى تكون انتفاخات تشبه البالون ويسمى منها أنورسما . وانتفاخات الأنورسما مثل البالون، تنفجر عندما تتعرض لزيادة كبيرة جدآ في الضغط. وتلك الانتفاخات تتكون بدرجة أكبر في الشرايين الصغيرة للمخ أو العينين أو الكليتين أو في الاوعية الدموية الأكبر حجمآ مثل الأورطي . وانفجار الانورسما في الشرايين الضغيرة للعينين يمكن أن يؤدي إلى اضطراب بصري وربما العمى.

#### السكتات المخية أو الدماغية
ارتفاع ضغط الدم غير المعالج يمكن أن يؤدي إلى السكتات المخية عن طريق إحداث تصلب في الشرايين التي تغذي المخ بالدم . والتضيّق الناتج يمكن أن يقلل
تدفق الدم ويحرم جزءآ من المخ من الأكسجين والعناصر الغذائية التي يحتاجها. وهذا يسمى السكتة المخية الاسكيمية. وارتفاع ضغط الدم يمكن أيضآ أن
يسبب انفجار أوعية دموية في المخ مما يسبب نزيفآ في المخ، ويحدث النزيف عندما يكون ضغط الدم المرتفع قد أضعف جدر الشرايين في المخ .
و السكتات الدماغية الإسكيمية و أنزفة المخ يمكن أن يسبب كل منهما فقدآ مدمرآ ومستديمآ للنطق و القوة و الإدراك و الإحساس .
ويمكن أن يؤديا أيضآ إلى الغيبوبة و الوفاة . وقد ظهر أيضآ أن ارتفاع ضغط الدم المزمن يسبب انكماش نسيج المخ في الاشخاص الذي تجاوزوا سن الخامسة والستين

#### امراض أخرى تسبب تدهور الاضرار الناتجة عن ارتفاع ضغط الدم
إن الأضرار التي تصيب القلب و المخ وغير ذلك من الأعضاء نتيجة لارتفاع ضغط الدم تكون أكثر قابلية للحدوث إذا كنت تعاني من حالات أخرى تؤثر
على الجهاز القلبي الوعائي . وهذه العوامل الضارة تشمل مرض السكر و ارتفاع مستويات الكوليسترول أو وجود تاريخ عائلي لمرض بالقلب .
إن تشخيص ضغط الدم المرتفع وعلاجه يكون أكثر ضرورة وإلحاحآ بصفة خاصة إذا كنت تعاني أيضآ من واحدة أو أكثر من تلك الحالات الأخرى
وتبين الإحصاءات الطبية أن الأشخاص ذوي ضغط مرتفع (140/90 مليمتر زيبق) تقل أعمارهم عن الأشخاص ذوي ضغط معتدل (115/75 مليمتر زئبق) في المتوسط بنحو 12 سنة، ذلك يعود إلى أن ضغط الدم العالي  يُجهد على المدى الطويل أعضاء مثل القلب والدماغ والكلى ومن الممكن أن يحدث تمزق أو انسداد في أوعية الدماغ ، مما يؤدي إلى زيادة احتمال وقوع ذبحة صدرية أو سكتة دماغية أو فشل كلوي مبكرا .

## ارتفاع ضغط الدم الخبيث

### فرط ضغط الدم الخبيث
ارتفاع أو فرط ضغط الدم الخبيث هو ارتفاع شديد في ضغط الدم الذي يأتي على فجأة وبسرعة. حيث تكون قراءة ضغط الدم (ضغط الدم الانبساطي) المنخفض، والذي هو عادة حوالي 80 مم زئبق، تبلغ ما فوق 130 مم زئبق.

### اسباب فرط ضغط الدم الخبيث
هذا الاضطراب يصيب حوالي 1٪ من المصابين بارتفاع ضغط الدم، بما في ذلك الأطفال والبالغين. وهو أكثر شيوعا في البالغين الأصغر سنا وقد يصيب أيضا الأشخاص المصابين ب: - اضطرابات الكولاجين الوعائية - مشاكل الكلى - تسمم الدم في الحمل الشخص المعرض لمخاطر عالية لارتفاع ضغط الدم الخبيث إذا كان يعاني من : - الفشل الكلوي - ارتفاع ضغط الدم الكلوي الناجم عن تضيق الشريان الكلوي.

### أعراض وعلامات فرط ضغط الدم الخبيث
الاعراض قد تشمل : - عدم وضوح الرؤية - تغيير في الحالة العقلية - قلق - ارتباك - انخفاض اليقظة، وانخفاض القدرة على التركيز - التعب - الأرق - النعاس، الذهول والخمول - ألم في الصدر - سعال - صداع - الغثيان أو القيء - خدر وضعف الذراعين والساقين والوجه ومناطق أخرى - انخفاض البول - النوبات - ضيق في التنفس.

### تشخيص فرط ضغط الدم الخبيث
ارتفاع ضغط الدم الخبيث هو حالة طبية طارئة. يظهر الفحص الجسدي عادة: -ارتفاع شديد في ضغط الدم - تورم في الساقين والقدمين - أصوات في القلب غير طبيعية وسوائل في الرئتين - تغييرات في التفكير، والإحساس، والقدرة العضلية، والمنعكسات وفحص العين يكشف تغييرات تشير إلى ارتفاع ضغط الدم، بما في ذلك: - التهاب شبكية العين ،وتضييق الأوعية الدموية في منطقة العين - تورم العصب البصري - غيرها من المشاكل مع شبكية العين قد يتطور الفشل الكلوي، فضلا عن غيرها من المضاعفات التي قد تتطور أيضا . ويمكن إجراء اختبارات تحديد الأضرار التي لحقت بالكلى و تشمل ما يلي: - تحليل غاز الدم الشرياني - نتروجين يوريا الدم - الكرياتينين - تحليل البول - فحص الصدر بالأشعة السينية : يظهر احتقان في الرئة و توسع القلب هذا المرض قد يؤثر أيضا على نتائج الاختبارات التالية: - مستوى الألدوستيرون - إنزيمات القلب - التصوير المقطعي للدماغ تخطيط كهربية القلب (EKG) - مستوى الرينين - الرواسب البولية.

### علاج فرط ضغط الدم الخبيث
سوف يحتاج المريض إلى البقاء في المستشفى حتى يتم السيطرة على ارتفاع ضغط الدم الشديد . وسيعطى أدوية عن طريق الوريد لخفض ضغط الدم. إذا كان هناك سوائل في الرئتين، سيتم إعطاء المريض أدوية مدرات البول، التي تساعد الجسم على إزالة السوائل. الطبيب سوف ينظر في إعطاء المريض أدوية لحماية القلب إذا كان هناك دليل على ضرر في القلب. بعد جعل ارتفاع ضغط الدم الشديد تحت السيطرة، سياخذ المريض أدوية ضغط الدم (عن طريق الفم) للسيطرة على ضغط الدم. الدواء قد يحتاج إلى تغيير في بعض الأحيان. ارتفاع ضغط الدم يمكن أن يكون من الصعب السيطرة عليه.

### الأدوية المتعلقة بفرط ضغط الدم الخبيث
الدواء الذي يعطى عن طريق الوريد ويكون مفعوله سريع جدا هو: نتروبروسيد الصوديوم. وفي الحالات الأقل شدة، يتم اعطاء ادوية عن طريق الفم
مثل -كابتوبريل - الكلونيدين - ابيتالول- برازوسين
الوقاية من فرط ضغط الدم الخبيث إذا كان لدى المريض ارتفاع ضغط الدم، فان على المريض ان يقوم برصد ضغط الدم بدقة وتناول الأدوية بشكل صحيح للمساعدة في تقليل مخاطر ارتفاعه و خروجه عن السيطرة . اتباع نظام غذائي صحي و يكون منخفض بالملح والدهون.
مضاعفات فرط ضغط الدم الخبيث المضاعفات: - تلف المخ ، ضرر في القلب، بما في ذلك: - نوبة قلبية (ألم في الصدر بسبب تضييق الأوعية الدموية أو ضعف عضلة القلب) الذبحة الصدرية - اضطرابات إيقاع ضربات القلب - الفشل الكلوي - العمى الدائم - و ذمة رئوية (السوائل في الرئتين)

### مآل فرط ضغط الدم الخبيث
الكثير من أجهزة الجسم معرضة لخطر جدي من ارتفاع في ضغط الدم الشديد. قد تكون تضررت العديد منها، بما في ذلك الدماغ والعين والأوعية الدموية
والقلب، والكلى. الأوعية الدموية في الكلى من المرجح جدا أن أن تتضرر من الضغط. الفشل الكلوي قد يتطور، والذي قد يكون دائم وبحاجة إلى غسيل الكلى آلة الكلى. إذا تمت معالجته على الفور، ويمكن في كثير من الأحيان التحكم بارتفاع ضغط الدم الخبيث دون وقوع مشاكل دائمة. وإذا لم يتم التعامل معه على الفور، فقد تحدث مضاعفات شديدة مهددة للحياة .

### التغيرات اللازم إجراؤها في نمط الحياة للوقاية من ارتفاع ضغط الدم وعلاجه
ثمة خطوات يمكنك إتباعها للوقاية من الإصابة بارتفاع ضغط الدم وللعلاج منه دون استخدام العقاقير، مثل المشي والرياضة اليومية، وتخفيض الوزن، تناول الخضروات والفواكه الغنية بالبوتاسيوم والأوميغا 3، تقليل الملح والسكر الصناعي، وتقليل شرب القهوة.

#### تناول الكثير من الفواكه و الخضراوات
إن الطعام الذي يحتوي على وفرة من الفواكه والخضراوات قد يكون هو أفضل وسيلة غذائية لمنع الإصابة بارتفاع ضغط الدم . وهذا النوع من الطعام
يحتوي على البوتاسيوم خاصة واوميغا 3 والمغنيسيوم والألياف والكالسيوم ، وكل ذلك يحميك من الإصابة بأرتفاع ضغط الدم، كما ينصح بعض الأطباء بتعاطي زيت كبد الحوت أو زيت السمك.

#### تناول الاطعمة الغنية بالبوتاسيوم
إن الطعام الغني بـ البوتاسيوم يحميك من الإصابة بارتفاع ضغط الدم والسكتات المخية . وتشمل الأطعمة الغنية بالبوتاسيوم الجوافة والموز والبرتقال والبطاطا والأفوكادو والشمام والقنبيط الأخضر وفول الصويا والثوم والزبيب و التين والعدس واللوز والجوز والبطاطس المطهية بقشرها و الفاصوليا المطهية و الزبادي منخفض الصوديوم و الحبوب النشوية المحتوية على النخالة

#### الامتناع عن الملح
ينبغي على المصاب بارتفاع ضغط الدم تجنّب الاطعمة المالحة، بالامتناع عن إضافة الملح إلى الاطعمة، إذ يمكن استعمال الليمون كبديل للملح في الطعام. أما بالنسبة للأشخاص غير المصابين، فثمة خلاف عما إذا كان تجنب الملح سوف يحمي الشخص من الإصابة بالضغط. يبدو بعض الأشخاص أنهم أكثر حساسية للملح ويستفيدون أكثر من غيرهم بخفض ما يتناولونه من ملح. وتشير دراسات أكثر حداثة إلى أن خفض الملح قد يكون أكثر فائدة بصفة خاصة للمسنين فوق سن الستين.

#### إمتنع عن السكر الصناعي
تشير عده دراسات أن الإكثار من تناول السكر والحلويات يساهم في ارتفاع ضغط الدم بنسبة 30%.
من الجدير بالذكر ان استهلاك نبته ستيفيا (بديل السكر) يؤدي إلى خفض ضغط الدم بشكل كبير جدا لدى الإنسان العادي وقد يؤدي للوفاة، لذلك نبته ستيفيا محظور بيعها على شكل ورق في دول الاتحاد الأوروبي، ويسمح في بيع المحلي المستخرج من نبته ستيفيا بديل السكر الصناعي ومذاقة يعتبر احلى من السكر الصناعي ويسمح تناول المحلي المستخرج للأشخاص الذين يعانون من مرض السكري، ويمنع المصاب بارتفاع ضغط الدم من تعاطي نبته ستيفيا بدون اذن الطبيب فيجب ان يكون تحت المراقبة فالنبتة تؤدي لانخفاض ضغط الدم والذي أيضا يعتبر مرض، ولا يعرف بالضبط الاعراض الجانبية على المدى الطويل فقد سمح في بيع وزراعة هذه النبتة بالسنوات الاخيرة فقط، تقول عدة اشاعات ودراسات جامعية اجريت على الفئران ان هذه النبتة ممكن تسبب في العقم، السرطان، التأثير على حاسة المذاق بشكل دائم.

#### خفض وزنك وحسّن شكل جسمك
كلما كان جسمك أضخم وزنك كبير ، كان من الصعب على القلب أن يعمل على ضخ الدم إلى جميع أجزاء جسمك. وخفض وزن الجسم إلى المستوى الطبيعي يمكن أن يكون هو كل
ما تحتاجه للوقاية من أو لعلاج ارتفاع ضغط الدم . وخفض الاوزان الزائدة له أثر كبير على ضغط دمك حتى لو لم تصل إلى الوزن المثالي . وهذا صحيح بصفة خاصة للاشخاص الذين يحملون أكداسآ من الشحم حول منطقة الخصر وهم الذين توصف أجسامهم بأنها تشبه التفاحة وليست تشبه ثمرة الكمثري. والعلاقة بين ضغط الدم المرتفع وبين زيادة الوزن تكون محققة بصفة خاصة للبالغين من السن الصغيرة إلى المرحلة العمرية المتوسطة .

#### مارس الرياضة
حتى لو لم تكن تعاني زيادة في الوزن ، فإن ممارستك للرياضة أوالمشي يمكن أن يخفض ضغط دمك . و تمارين الايروبيك مثل المشي بتؤدة أو ركوب الدراجة أو المشي الحثيث ، أو السباحة ، ثلاث إلى خمس مرات اسبوعيآ لمدة لا تقل عن ثلاثين دقيقة قد تبين أنها فعّألة في منع ارتفاع ضغط الدم .

#### تجنب تعاطي الكحول
إن شرب الكحوليات (المسكرات) يزيد بشكل ملحوظ خطر الأصابة بأرتفاع ضغط الدم . والامتناع عن شرب الكحوليات يمكن أن يقلل احتياجك لتناول العقاقير المخفضة لضغط الدم.

#### تجنب التدخين
إذا كنت تعاني ارتفاع ضغط الدم ، فإن التدخين يزيد من خطر إصابتك بنوبة قلبية.

#### مارس تقنيات الاسترخاء
إن الانواع المختلفة من العلاج السلوكي وتشمل التغذية الحيوية و اليوجا و التاي تشي ، قد يكون لها بعض الأثر النافع في علاج ضغط الدم المرتفع.

### روابط خارجية
- الجمعية الأمريكية لرعاية القلب
- ميدلاين بلس
- مدونة صفيان الطبية
- ويب طب - ارتفاع ضغط الدم
- ضغط الدم